# Synasellus valpacensis
Synasellus valpacensis és una espècie de crustaci isòpode pertanyent a la família dels asèl·lids.

## Distribució geogràfica
Es troba a la península Ibèrica: la conca del riu Duero a Portugal.